# Efferia velox
Efferia velox är en tvåvingeart som först beskrevs av Christian Rudolph Wilhelm Wiedemann 1828.  Efferia velox ingår i släktet Efferia och familjen rovflugor. Inga underarter finns listade i Catalogue of Life.